# Jihokorejská fotbalová reprezentace
Jihokorejská fotbalová reprezentace reprezentuje Korejskou republiku na mezinárodních fotbalových akcích, jako je mistrovství světa nebo Mistrovství Asie ve fotbale.
Korea patří mezi nejúspěšnější asijské fotbalové týmy. Zúčastnila se jedenácti závěrečných turnajů mistrovství světa a roce 2002 dosáhla semifinále, což je nejlepší výsledek asijského mužstva.

## Mistrovství světa
Seznam zápasů jihokorejské fotbalové reprezentace na MS
| Rok    | Účast                                            | Soupisky |
| ------ | ------------------------------------------------ | -------- |
| 1930   | Bez účasti                                       |          |
| 1934   | Bez účasti                                       |          |
| 1938   | Bez účasti                                       |          |
| 1950   | Bez účasti                                       |          |
| 1954   | nepostoupili ze skupiny                          | Soupiska |
| 1958   | Bez účasti                                       |          |
| 1962   | Nepostoupili z kvalifikace                       |          |
| 1966   | Bez účasti                                       |          |
| 1970   | Nepostoupili z kvalifikace                       |          |
| 1974   | Nepostoupili z kvalifikace                       |          |
| 1978   | Nepostoupili z kvalifikace                       |          |
| 1982   | Nepostoupili z kvalifikace                       |          |
| 1986   | nepostoupili ze skupiny                          | Soupiska |
| 1990   | nepostoupili ze skupiny                          | Soupiska |
| 1994   | nepostoupili ze skupiny                          | Soupiska |
| 1998   | nepostoupili ze skupiny                          | Soupiska |
| 2002   | Prohra v zápase o bronz s Tureckem               | Soupiska |
| 2006   | nepostoupili ze skupiny                          | soupiska |
| 2010   | Vyřazení v osmifinále Uruguayí                   | soupiska |
| 2014   | nepostoupili ze skupiny                          | soupiska |
| 2018   | nepostoupili ze skupiny                          | Soupiska |
| 2022   | Vyřazení v osmifinále Brazílií                   | Soupiska |
| 2026   | Kvalifikováni                                    | Soupiska |
| Celkem | Účast – 12× Zlato – 0×, Stříbro – 0×, Bronz – 0× |          |